# Nadège Trebal
Nadège Trebal est une réalisatrice et scénariste française née le 9 août 1976.

## Biographie
Diplômée de la Fémis (département « Scénario », promotion 2006), Nadège Trebal a réalisé deux documentaires. Elle a également collaboré, en tant que scénariste, avec Samuel Collardey et Claire Simon.
Elle a tourné en 2018 dans les Bouches-du-Rhône son premier long métrage de fiction, Douze mille, sortie le 15 janvier 2020. Le film a été sélectionné en compétition internationale au festival de Locarno 2019

## Filmographie

### Scénariste
- 2006 : Ça brûle de Claire Simon
- 2008 : Les Bureaux de Dieu de Claire Simon
- 2013 : Comme un lion de Samuel Collardey

### Réalisatrice
- 2012 : Bleu pétrole
- 2013 : Casse
- 2019 : Douze mille